# 藍莎·拉薇
藍莎·拉薇（Lisa Lavie，1983年5月6日—），美國節奏藍調、靈魂樂歌手、作詞人，因在網上放載自唱歌曲走紅，至今仍被視為網絡紅人。
藍莎從小已受著名歌手瑪麗·嘉兒影響，決志從事歌唱行業。她於2007年開始，逐漸將製錄成的歌曲掛上公開網站Youtube，因而受到大眾注意。在還未成名時的藍莎，曾參與和唱及灌錄唱片。當時的她受到美國音樂製作人賓·馬加黎青睞，並自此一起共事。藍莎至今仍未跟任何公司簽署約同，她個人強調創造獨立音樂事業。
早在2008年，她透過網上歌曲下載軟件iTunes，順利推出首張專輯《一絲之差》。最近，藍莎為海地海嘯出一分力，攜同56名歌手翻錄《天下一家》呼喻捐款，再一次引起各界傳媒報導。從2010年9月份開始，藍莎被雅尼邀請為其南美洲巡迴演奏會擔任歌手一職。

## 簡歷

### 童年至被發掘
藍莎在一個富有音樂細胞的家庭下成長。長兄米高是名街舞者，丹尼則為蒙特利爾頗擁知名度的唱片騎師。在該環境下度過童年的藍莎深深地受到影響，10歲時便於學校參加歌唱比賽，並獲得優勝，奠定日後的歌唱路途。
當時極為欣賞瑪麗·嘉兒（台灣譯為瑪莉雅·凱莉）的藍莎，為了踏上偶像的星圖大道，一直積極參與有關歌唱的活動。1999年，年僅16歲的藍莎為法籍加拿大知名嘻哈組合「Dubmatique」當巡迴演唱的和唱歌手。站在千人之前演出，大大增加其表演經驗。同一年內，藍莎將打工換取來的薪酬5,000元美金，完全放在製錄樣本唱片上。大部分人或許認為那是不智之舉，可是萬萬想不到是次錄音徹徹底底改變藍莎的命運。她的唱片最後竟輾轉送到藍莎偶像瑪麗·嘉兒初支專輯製作人賓·馬加黎手上。在賓聽過藍莎完美具熱情感的歌聲後，決意親自找她並詳談合作。

### 自闖天下
2007年初，藍莎在自由上傳短片社交網站Youtube開啟了個人帳戶，並開始上傳自作自唱的歌曲。她坦言最初沒對上傳片抱有任何期望，更沒想到會為日後當歌手的夢立下重要的一步。基於藍莎機乎對每個留言都作回覆，Youtube程式誤將其列作垃圾郵件程式並自動凍结用戶。為藍莎抱不平的粉絲紛紛在網上抗議，兩天後藍莎的帳戶被重新解封。
在事發數周過後，Youtube主頁放上藍莎其中一首製錄版的歌《Angel》，並令其片段於短短數天時間吸引超過百萬觀眾。經過數年時間，在得到一班固定粉絲的支持後，2008年5月13日，藍莎毅然決定推出首張個人專輯《一絲之差》，獲得不錯的成績。
藍莎除在Youtube上傳自唱歌曲外，亦不時現身其他相關頻道。她也曾為電影試鏡，對演劇甚有興趣。

## 專輯
Everything or Nothing是藍莎·拉薇於2008年5月13日推出的首張個人專輯，透過iTunes發行。專輯收錄大碟包括《Angel》、《Everything Or Nothing》、《Maple Leafs》、《Save Your Breath》、《Falling For You》等13首歌曲，每首都是由藍莎從 Youtube 掛歌起一直親手寫下累積來的。藍莎表示想在自己第一張專輯放下的都為自己創作的歌曲。
《一絲之差》 Everything or Nothing

1. Save Your Breath
2. Maple Leafs
3. You Walked Away
4. Everything Or Nothing
5. I Remember When
6. Angel
7. Interlude
8. Falling For You
9. I See You Staring
10. If I Only Knew
11. Find Me An Angel
12. Can't Sleep At Night
13. Only Heaven Will Know

## 外部連結
- YouTube上的藍莎·拉薇頻道
- YouTube上的藍莎·拉薇頻道
- 藍莎·拉薇的Facebook專頁
- 藍莎·拉薇的X（前Twitter）
- 藍莎·拉薇的MySpace主頁